# Taras Dolny
Taras Wasylowycz Dolny (ukr. Тарас Васильович Дольний; ur. 18 czerwca 1959 w Czumalach) – ukraiński biathlonista, brązowy medalista mistrzostw Europy.

## Kariera
W Pucharze Świata zadebiutował w sezonie 1982/1983. Pierwsze punkty wywalczył 27 stycznia 1983 roku w Ruhpolding, zajmując szóste miejsce w biegu indywidualnym. Nigdy nie stanął na podium zawodów pucharowych. Najlepsze wyniki osiągnął w sezonie 1992/1993, kiedy zajął 57. miejsce w klasyfikacji generalnej. W 1993 roku wystartował na mistrzostwach świata w Borowcu, gdzie zajął 60. miejsce w biegu indywidualnym, 13. w biegu drużynowym, 51. miejsce w sprincie i piąte w sztafecie. Dwa lata później wystąpił na mistrzostwach świata w Anterselvie, gdzie zajął 34. miejsce w biegu indywidualnym, piąte w biegu drużynowym, 17. w sprincie i jedenaste w sztafecie. Brał też udział w igrzyskach olimpijskich w Lillehammer w 1994 roku, zajmując 12. miejsce w biegu indywidualnym, 18. miejsce w sprincie oraz 15. miejsce w sztafecie. Największy sukces osiągnął podczas mistrzostw Europy w Annecy w 1995 roku, gdzie razem z Rusłanem Łysenko, Wałentynem Dżimą i Romanem Zwonkowem zdobył brązowy medal w sztafecie.
Po zakończeniu kariery został trenerem.

## Osiągnięcia

### Igrzyska olimpijskie
| Rok  | Miejscowość | Konkurencje | Konkurencje | Konkurencje | Konkurencje | Konkurencje | Konkurencje | Konkurencje |
| Rok  | Miejscowość | IN          | SP          | PU          | MS          | RL          | MR          | SR          |
| ---- | ----------- | ----------- | ----------- | ----------- | ----------- | ----------- | ----------- | ----------- |
| 1994 | Lillehammer | 12.         | 18.         | nd.         | nd.         | 15.         | nd.         | –           |

### Mistrzostwa świata
| Rok  | Miejscowość | Konkurencje | Konkurencje | Konkurencje | Konkurencje | Konkurencje | Konkurencje | Konkurencje |
| Rok  | Miejscowość | IN          | SP          | PU          | MS          | RL          | MR          | SR          |
| ---- | ----------- | ----------- | ----------- | ----------- | ----------- | ----------- | ----------- | ----------- |
| 1993 | Borowec     | 60.         | 51.         | nd.         | nd.         | 5.          | nd.         | –           |
| 1995 | Anterselva  | 34.         | 17.         | nd.         | nd.         | 11.         | nd.         | –           |

### Puchar Świata

#### Miejsca w klasyfikacji generalnej
| Sezon     | Miejsce |
| --------- | ------- |
| 1982/1983 | -       |
| 1992/1993 | 57.     |
| 1993/1994 | 71.     |
| 1994/1995 | 68.     |
| 1995/1996 | 75.     |
| 1996/1997 | -       |

#### Miejsca na podium chronologicznie
Dolny nigdy nie stanął na podium zawodów PŚ.